# Chương Thánh Hoàng thái hậu
Từ Hiếu Hiến Hoàng hậu (chữ Hán: 慈孝獻皇后; 7 tháng 3, 1478 - 23 tháng 12, 1538), thông gọi Hưng Quốc Thái hậu (興國太后), Hưng Hiến hậu (興獻后) hay Chương Thánh Thái hậu (章聖皇太后), là Vương phi của Hưng Hiến vương Chu Hựu Nguyên và là sinh mẫu của Minh Thế Tông Gia Tĩnh Đế trong lịch sử Trung Quốc.
Việc tôn phong huy hiệu cho bà cùng chồng đã trở thành một vấn đề chính trị thời gian đầu của Gia Tĩnh Đế, được gọi là Đại lễ nghị. Cuối cùng, Gia Tĩnh Đế thành công tôn phong bà làm Hoàng thái hậu, với huy hiệu Chương Thánh Từ Nhân Khang Tĩnh Trinh Thọ Hoàng thái hậu (章聖慈仁康靜貞壽皇太后).

## Cuộc đời
Từ Hiếu Thái hậu nguyên họ Tưởng (蔣氏), người Đại Hưng, phủ Thuận Thiên, Bắc Kinh, sinh ngày 3 tháng 2 (âm lịch) năm Thành Hóa thứ 14 (1478) thời Minh Hiến Tông. Cha bà là Ngọc Điền bá Tưởng Hiệu (蔣斅).
Năm Hoằng Trị thứ 5 (1492), Tưởng thị thành hôn với Hưng vương Chu Hựu Nguyên, sắc phong làm Chính phi. Năm Hoằng Trị thứ 13 (1500), sinh Đích trưởng tử (chết yểu), năm sau sinh Trưởng nữ cũng mất sớm. Năm Chính Đức thứ 2 (1507), hạ sinh Đích thứ tử Chu Hậu Thông, chính là Minh Thế Tông tương lai. Sau đó, bà sinh thêm một con gái nữa.
Năm Chính Đức thứ 14 (1519), Chu Hựu Nguyên qua đời, được ban thụy là Hiến, tước vị Hưng vương do Thế tử Chu Hậu Thông tập tước.
Năm Chính Đức thứ 16 (1521), Minh Vũ Tông băng hà mà không có con nối dõi. Nội các Thủ phụ đại thần Dương Đình Hòa cùng đình thần dựa theo "Hoàng Minh tổ huấn" của Minh Thái Tổ mà tiến hành tìm người kế thừa Hoàng vị. Minh Vũ Tông không con, và ông cũng không có anh em, nên việc truy tìm phải xét sang đời chú bác của Vũ Tông, tức là dòng của Hưng Hiến vương Chu Hựu Nguyên, do Hưng Hiến vương là con trai thứ tư của Minh Hiến Tông, là dòng thứ xuất (do tần phi sinh ra) cao nhất so với những dòng chính là hậu duệ của Hiến Tông. Vì lý do này, Hưng vương Chu Hậu Thông trở thành có tư cách kế thừa Hoàng vị nhất, tức Minh Thế Tông.
Thế Tông kế vị được 3 ngày, đã cho người đến An Lục, nơi đặt phủ đệ của Hưng vương để đón Tưởng thị về kinh sư theo nghi thức dành cho Hoàng thái hậu. Nội các Thủ phụ Dương Đình Hòa cầm đầu triều thần viện dẫn tiền lệ Định Đào vương nhà Hán (sau là Hán Ai Đế) và Bộc vương nhà Tống (sau là Tống Anh Tông), cho rằng Thế Tông vốn là dòng thứ vào kế thừa dòng trưởng, nên phải tôn phụng chính thống, cần lấy Minh Hiếu Tông làm Hoàng khảo, Hưng Hiến vương đổi xưng "Hoàng thúc khảo Hưng quốc đại vương", mẹ là Hưng phi Tưởng thị làm Hoàng thúc mẫu Hưng quốc đại phi (皇叔母興國大妃), lúc tế tự đối với cha mẹ đẻ thì tự xưng "chất hoàng đế" (chất nghĩa là cháu, tiếng xưng hô đối với chú bác); riêng lấy Sùng Nhân vương Chu Hậu Huyễn làm người kế tự Hưng Hiến vương.
Tưởng phi khi ấy đến Thông Châu, bèn khóc rống lên:"Con của ta sau lại trở thành con của người khác!", rồi muốn quay về An Lục. Minh Thế Tông hoảng hốt, khóc lóc tâu lên Từ Thọ Hoàng thái hậu, muốn từ bỏ Hoàng đế vị, chỉ cần phụng dưỡng mẫu thân về An Lục. Hoàng thái hậu bèn cùng triều đình nghị luận, đổi gọi Tưởng phi làm Hưng Hiến hậu (興獻后), do đó Tưởng thị mới chịu đến Bắc Kinh.
Năm Gia Tĩnh nguyên niên (1521), Gia Tĩnh Đế tôn hiệu Hưng Quốc Thái hậu (興國太后). Sau đó lại sửa thân phụ gọi là "Bổn sinh phụ Hưng Hiến Đế", cho nâng viên tẩm của Hưng Hiến Đế lên làm lăng, dùng lễ tế Thiên tử để tế cáo.
Năm Gia Tĩnh thứ 3 (1523), thượng tôn hiệu Bổn sinh Thánh Mẫu Chương Thánh Hoàng thái hậu (本生聖母章聖皇太后). Mùa thu năm đó nghe theo kiến nghị của Trương Thông, đổi gọi Thánh mẫu Chương Thánh Hoàng thái hậu (聖母章聖皇太后).
Năm thứ 7 (1528), tôn hiệu Chương Thánh Từ Nhân Hoàng thái hậu (章聖慈仁皇太后).
Năm thứ 15 (1536), tôn hiệu Chương Thánh Từ Nhân Khang Tĩnh Trinh Thọ Hoàng thái hậu (章聖慈仁康靜貞壽皇太后).
Năm thứ 17 (1538), ngày 3 tháng 12 (âm lịch), Tưởng Thái hậu qua đời, thụy hiệu là Từ Hiếu Trinh Thuận Nhân Kính Thành Nhất An Thiên Đản Thánh Hiến Hoàng hậu (慈孝貞順仁敬誠一安天誕聖獻皇后), an táng vào Hiện lăng (顯陵) cùng với Hưng Hiến Đế.

## Hậu duệ
1. Chu Hậu Hi [朱厚熙; 7 tháng 7, 1500 - 12 tháng 7, 1500), truy tặng là Nhạc Hoài vương (岳懷王).
2. Trường Ninh Công chúa [長寧公主; 26 tháng 11, 1501 - 16 tháng 4, 1504]. Khi Gia Tĩnh Đế kế vị truy phong cho chị là Trường Ninh Trưởng Công chúa (長寧长公主).
3. Minh Thế Tông Chu Hậu Thông.
4. Vĩnh Thuần Công chúa [永淳公主; 1510 - 1540], hạ giá lấy Tạ Chiếu (謝詔).